# Ridsa
Ridsa, de son vrai nom Maxence Boitezz, né le 16 octobre 1990 à Orléans, dans le Loiret, est un chanteur et rappeur français. Il a été découvert sur Internet en 2010 et sa chaîne YouTube comptabilise plus de 700 millions de vues en 2023.

## Carrière

### Débuts etMes histoires(2010-2014)
Ridsa commence à rapper en 2010 en publiant ses chansons sur YouTube, son premier titre étant L'amour n'est pas dead, sorti le 19 janvier 2010. Quelques jours plus tard, il publie son titre Love to Love. Il enchaîne avec ses titres Reviens moi, Perle rare, Toi et seulement toi et se popularise sur les réseaux sociaux. Le 21 mars 2012, il publie sa chanson Quelque part. Le 20 septembre 2012, Ridsa publie son titre J'avance sans toi. Le 25 janvier 2013, il sort son tube Posé sur un nuage en duo avec Cween. Le 15 février, son titre Loin de toi est disponible sur YouTube. Il publie son tube Je n'ai pas eu le temps avec Willy William et Ryan Stevenson le 29 mars. Ridsa publie ses singles On part tonight et J'aime quand en duo avec Demphys.
Après sa signature au label Juston Records, Ridsa publie son premier album Mes histoires le 2 juin 2014, avec plusieurs collaborations, Wanz, Dieselle, Pepe Rosso et Angèle. À sa sortie, l'album se classe 44e des ventes françaises. Le même jour, il publie son tube Ne m'oublie pas (rap love) extrait de son album. Le 4 juin, son titre Amour sans fin est publié sur YouTube, suivi en décembre 2014, de son titre On s'est perdu.
Le 21 janvier 2015, Ridsa publie son clip Petit ange. Le 2 mars, il publie son clip Liées en collaboration avec la chanteuse Kenza Farah,.

### L.O.V.E(2015)
Son second album intitulé L.O.V.E est publié le 9 mars 2015. Celui-ci est composé seulement de musiques d'amour, comme le mentionne le titre de l'album.
En juin 2015, Ridsa fait deux duos avec DJ Kayz pour la sortie de son nouvel album Paris Oran New York, avec d'autres artistes. Avec Axel Tony, il sort le titre Validé et la chanson a été numéro 1 sur iTunes. Ridsa participe également à une autre musique de DJ Kayz avec Li'Lya en sortant 100 mecs/sans meufs. En août, il sort son single Tout oublier.

### Tranquille(2015-2016)
Le 25 septembre, il publie son single Là c'est die sur YouTube. Le son réussit à faire un carton sur YouTube et passe quelques mois plus tard sur Fun Radio, atteignant la 5e place des classements français et la 28e place des classements belges. C'est le début du véritable succès de Ridsa.
Son troisième album intitulé Tranquille (contenant justement Là c'est die) est publié le 11 décembre 2015, mais Ridsa considère que ses deux premiers albums (Mes histoires et L.O.V.E) sont les deux premiers tests et ne sont pas réellement des albums. L'album Tranquille est ainsi considéré par lui-même comme son premier véritable album studio. Tranquille récupèrera un disque de platine à la suite de multiples chansons qui ont marché (comme Pardon).
En janvier 2016, il publie son deuxième single Pardon. Le 21 mars, Il publie C'est pas méchant sur YouTube, extrait de l'album Tranquille. Le 30 mars 2016, il publie sa chanson Selfie en featuring avec H Magnum. En avril 2016, son single Je m'en fous est disponible sur toutes les plateformes légales incluant iTunes. Le jour de sa sortie, la chanson passe sur la radio Fun Radio.
En mars 2016, il est à l'origine de la création de la société Adios Music ayant pour activité principale les "arts du spectacle vivant".
Il est nommé dans la catégorie « révélation de l'année » lors de la cérémonie des NRJ Music Awards 2016, mais devra s'incliner face à l'artiste Amir.

### Libre(2017)
Ridsa sort le clip Avancer rencontrant un énorme succès en promotion de son deuxième (ou quatrième) album sorti le 14 avril 2017 intitulé Libre. La majorité des musiques de l'album sont commerciales. Les musiques ayant le mieux fonctionné ont été clippées comme Mamamia ou bien Leila, qui ont longtemps tourné dans les radios. L'album est certifié disque d'or et a été créé grâce au label Wagram WLAB avec la collaboration de DJ Samo, devenu un bon ami de Ridsa.
Pendant deux ans, Ridsa ne fit plus d'albums mais seulement quelques musiques, comme J'aime bien sorti le 22 décembre 2017, Désabonné le 20 avril 2018 et On s'en ira, d'ailleurs en collaboration avec DJ Samo et sorti à la demande des fans en clip sur YouTube le 10 août 2018.

### Pause etVagabond(2018-2019)
En avril 2018, Ridsa était en train de travailler sur son nouvel album lorsqu'il eu une énorme remise en question, comme le révéla l'artiste lors d'une interview : « Quand j'ai commencé, je ne partageais plus trop les mêmes idées que les gens avec qui je travaillais. On commençait à me dire change tes paroles, change ci, change ça (…) J'aime pas trop qu'on me dise ça surtout que ce n'était pas vraiment justifié. Du coup, j'ai tout envoyé en l'air et j'ai dit stop » pour finalement recommencer à travailler et finir son album 6 mois après. En octobre 2018, il décrocha tout pour finir son album le plus rapidement possible. Entretemps, deux autres musiques promotionnelles de son nouvel album sortent, On s'est manqué le 5 octobre 2018 en collaboration avec Eva Guess,et Laisser couler en mars 2019.
Le 3e (ou 5e) album studio de Ridsa, s'appelant Vagabond, sort finalement le 12 avril 2019. Cet album fut créé sous la direction totale de Ridsa.

### Équateur(2022-2023)
En janvier 2022, Ridsa revient avec son nouveau single Santa Maria, premier extrait de son nouvel album. 4 mois après sa sortie, il est certifié single d'or, puis single de platine 7 mois après sa sortie. Le 24 juin 2022, Ridsa sort le 2e extrait qui s'intitule Olé.
Le 25 novembre 2022, il dévoile le troisième extrait de l'album Nous deux.
Son 4e (ou 6e) album studio, s'appelant Équateur, sort le 27 janvier 2023. Il contient les singles Santa Maria (certifié single de platine), Olé et Nous deux ainsi qu'une collaboration avec le chanteur colombien Sergio Alejandro sur le titre Un Poco. L'album est certifié disque d'or le 28 août 2024, soit 1 an et 7 mois après sa sortie.
En 2025 il commence sa première tournée intitulé Verano tour, il passera notamment par la Cigale.

## Discographie

### Singles
| Année | Titre                                                              | Meilleure position | Meilleure position | Certifications   | Album                  |
| Année | Titre                                                              | FRA                | WAL                | Certifications   | Album                  |
| ----- | ------------------------------------------------------------------ | ------------------ | ------------------ | ---------------- | ---------------------- |
| 2011  | Toi et seulement toi (featuring Flavie)                            | —                  | —                  |                  | —                      |
| 2012  | Amour secret                                                       | —                  | —                  |                  | —                      |
| 2013  | Je n'ai pas eu le temps (featuring Willy William & Ryan Stevenson) | 76                 | —                  |                  | —                      |
| 2013  | Es tu fiesta (featuring Willy William)                             | —                  | —                  |                  | Es tu fiesta (EP)      |
| 2013  | On part tonight                                                    | —                  | —                  |                  | —                      |
| 2014  | Nous et seulement nous (feat. Angèle)                              | 113                | —                  |                  | Mes histoires          |
| 2014  | Oh mama                                                            | 183                | —                  |                  | Mes histoires          |
| 2014  | Amour sans fin                                                     | 169                | —                  |                  | Mes histoires          |
| 2014  | Baby (featuring Souf)                                              | 103                | —                  |                  | L.O.V.E                |
| 2014  | On s'est perdu                                                     | 52                 | —                  |                  | L.O.V.E                |
| 2015  | Un petit ange                                                      | 84                 | —                  |                  | L.O.V.E                |
| 2015  | Je me souviens                                                     | 175                | —                  |                  | L.O.V.E                |
| 2015  | Tout oublier                                                       | 193                | —                  |                  | L.O.V.E                |
| 2015  | Liées (featuring Kenza Farah)                                      | 81                 | —                  |                  | —                      |
| 2015  | Là c'est die                                                       | 5                  | 4                  | (SNEP) : Platine | Tranquille             |
| 2015  | Dans la ville (featuring Pepe Rosso)                               | —                  | —                  |                  | Tranquille             |
| 2015  | La nuit                                                            | —                  | —                  |                  | Tranquille             |
| 2015  | Elle me love                                                       | 187                | —                  |                  | Tranquille             |
| 2016  | Je m'en fous                                                       | 25                 | —                  | (SNEP) : Or      | Tranquille             |
| 2016  | Dois-je m'en aller                                                 | 65                 | —                  |                  | Tranquille             |
| 2016  | Pardon                                                             | 15                 | 39                 | (SNEP) : Platine | Tranquille             |
| 2016  | Selfie (featuring H Magnum)                                        | 137                | —                  |                  | Tranquille             |
| 2016  | Je m'en fous                                                       | 25                 | 17 (Ultratip)      |                  | Tranquille (Réédition) |
| 2016  | Porto Rico                                                         | 55                 | —                  | (SNEP) : Or      | Libre                  |
| 2017  | Avancer                                                            | 43                 | —                  | (SNEP) : Or      | Libre                  |
| 2017  | Mamamia                                                            | 48                 | —                  | (SNEP) : Or      | Libre                  |
| 2017  | Leïla                                                              | 28                 | —                  |                  | Libre                  |
| 2017  | Oubliez-moi                                                        | 76                 | —                  |                  | Libre                  |
| 2017  | J'aime bien                                                        | 26                 | —                  |                  | Libre                  |
| 2018  | Désabonné                                                          | 51                 | —                  |                  | Libre                  |
| 2018  | On s'en ira (featuring DJ Samo)                                    | 30                 | —                  |                  | Libre                  |
| 2018  | On s'est manqué (featuring Eva Guess)                              | 127                | —                  | (SNEP) : Or      | Vagabond               |
| 2019  | Laisser couler                                                     | 56                 | —                  | Disque d’or      | Vagabond               |
| 2019  | Joga Bonito (featuring H Magnum)                                   | 78                 | —                  |                  | Vagabond               |
| 2019  | J’vais te                                                          | 89                 | —                  |                  | Vagabond               |
| 2022  | Santa Maria                                                        | 18                 | —                  | (SNEP) : Platine | Équateur               |
| 2022  | Olé                                                                | 193                | —                  | Disque d’or      | Équateur               |
| 2022  | Nous deux                                                          | 165                | —                  | (SNEP) Platine   | Équateur               |
| 2023  | Dis-moi tout                                                       | 102                | —                  | (SNEP) : Or      | Équateur               |
| 2023  | Cabeza                                                             | —                  | —                  |                  | —                      |
| 2023  | Piano Piano                                                        | —                  | —                  |                  | —                      |
| 2024  | Rosa                                                               |                    |                    | Or               |                        |
| 2025  | Me Enamoré                                                         |                    |                    |                  | Verano                 |
| 2025  | De l'or sur tes doigts                                             |                    |                    |                  | Verano                 |

### Apparitions
- 2014 : Lartiste, Zifou, Ridsa - Olé olé (Remix)
- 2014 : DJ Kayz feat. Ridsa & Li'Lya DS - 100 mecs sans meuf
- 2015 : DJ Kayz feat. Ridsa & Axel Tony - Validé
- 2015 : DJ Kayz feat. Ridsa - On s'met bien
- 2019 : Nej' feat. Ridsa - Que voulez-vous (sur l'album Enchantée)
- 2023 : Chanel feat. Ridsa - TOKE (Si t'es ok)
- 2024 : Eloïz feat. Ridsa - Comment tu vas ? (sur l'album Eloïz)

## Classements et certifications

### Albums studio
| Titre         | Détails de l'album                                                     | Meilleure position | Meilleure position | Meilleure position | Ventes           | Certifications   |
| Titre         | Détails de l'album                                                     | FRA                | WAL                | SUI                | Ventes           | Certifications   |
| ------------- | ---------------------------------------------------------------------- | ------------------ | ------------------ | ------------------ | ---------------- | ---------------- |
| Mes histoires | - Date de sortie : 1er janvier 2014 - Label : Juston Records, Musicast | 44                 | 176                | —                  |                  |                  |
| L.O.V.E       | - Date de sortie : 9 mars 2015 - Label : Juston Records, Musicast      | 16                 | 78                 | —                  |                  |                  |
| Tranquille    | - Date de sortie : 11 décembre 2015 - Label : Wagram Music             | 25                 | 68                 | —                  | France : 100 000 | France : Platine |
| Libre         | - Date de sortie : 14 avril 2017 - Label : Wagram Music                | 6                  | 42                 | 85                 | France : 50 000  | France : Or      |
| Vagabond      | - Date de sortie : 12 avril 2019 - Label : Wagram Music                | 20                 | 53                 | —                  |                  |                  |
| Équateur      | - Date de sortie : 27 janvier 2023 - Label : Play Two                  | 18                 | —                  | —                  | France : 50 000  | France : Or      |

### EPs
| Titre        | Détails                                                      | Meilleure position |
| Titre        | Détails                                                      | FRA                |
| ------------ | ------------------------------------------------------------ | ------------------ |
| Es tu fiesta | - Date de sortie : 3 juin 2013 - Label : Willy William Music | —                  |

## Nominations
| Année | Cérémonie             | Travail nommé | Récompense                        | Résultat   | Ref.   |
| ----- | --------------------- | ------------- | --------------------------------- | ---------- | ------ |
| 2016  | NRJ Music Awards      | lui-même      | Révélation francophone de l’année | Nomination | [ 13 ] |
| 2023  | NRJ Music Awards      | lui-même      | Artiste francophone de l’année    | Nomination |        |
| 2023  | La Chanson de l'année | Nous deux     | Chanson de l’année                | Nomination |        |